# Frederik August af Slesvig-Holsten-Sønderborg-Augustenborg
Frederik Christian Carl August, prins af Slesvig-Holsten-Sønderborg-Augustenborg (16. november 1830 i Slesvig – 25. december 1881 på Nør) var en sønderborgsk fyrstelig og litteraturforsker.

## Biografi
Han var søn af prins Frederik Emil August af Nør. Uagtet hans opdragelse væsentlig var ledet af hans moder, den danske grevinde Danneskiold-Samsøe, blev han dog på grund af faderens stilling som kommanderende general i oprørshæren i 1848 nødsaget til at gøre tjeneste i denne som løjtnant i 2. slesvig-holstenske Dragonregiment, men forlod 1849 landet og gjorde sin første store rejse til Australien. Efter sin hjemkomst i 1851 studerede han i år i Cambridge og levede derpå, mest beskæftiget med litterære studier, afvekslende i Paris og London, hvor han studerede sanskrit under Goldstäcker. 1858 udgav han Altes und Neues aus den Ländern des Ostens von Onomander og rejste 1864 til Indien, hvor han opholdt sig til 1869; men i 1866 var han hjemme nogle måneder, dels på Nør, dels i Paris, hvor hans eneste søster, Louise (f. 29. juli 1836, gift 24. oktober 1865 med prins Michael Vlangali-Handjeri), døde 25. september. Ved kgl. preussisk patent af 7. april 1870 antog han titlen Greve af Nør og ægtede 17. maj samme år Carmelita Henriette Sophie Mathilde Eisenblat fra Hamborg (f. 21. august 1848, d. 1912). 1878 kreerede Kiels Universitet ham til Dr.phil.
1880-81 udkom i Leiden 1. bind af hans Kaiser Akbar, ein Versuch über die Geschichte Indiens im 16. Jahrhundert; udgivelsen af 2. bind fuldførte hans enke. Da den danske regering 1881 hævede Augustenborgernes landsforvisning, aflagde prinsen, hvis sind og hjerte stedse var åbent for alt ædelt og skønt, og som aldrig havde delt sin slægts politiske anskuelser, men nærede varme sympatier for sit danske fædreland, et besøg ved det danske hof. Efter en smertefuld sygdom døde han 25. december 1881 på Nør, efterladende 2 døtre, Carmelita (f. 22. april 1871) og Louise (f. 1. november 1873). Hans enke måtte føre en langvarig proces med prins Christian af Augustenborg for at beholde godserne Nør og Grønvold, som tidligere havde været sekundogenitur i den augustenborgske linje.